# 2550 (film)
Az 2550 egy 2024-ben bemutatott magyar független dokumentumfilm, mely Till Anilla 2550 km-es Kékkör-túráját mutatja be, Mándi Ferenc rendezésében.

## A történet
Till Anilla élete eddigi legnagyobb kihívásaként megkísérelte egyben végigjárni Európa lehosszabb egybefüggő túraútvonalát, a 2550 km-es Kékkört. Útja során megismerte az országot, ahol él, az embereket, akiket máshogyan nem ismerhetett volna meg és önmagát úgy, ahogy még eddig soha.
Történetet egy lányról, elszántságról, szabadságról, belső utazásról, a természethez fűződő kötelékről és egy olyan teljesítményről, amelyet sokan még csak elképzelni sem tudunk.